# Manaus Sporting Club
Le Manaus Sporting Club était un club brésilien de football basé à Manaus dans l'État de l'Amazonas.

## Palmarès
- Championnat de l'Amazonas :
  - Champion : 1929